# Erythrobatrachus
Erythrobatrachus is een geslacht van uitgestorven trematosauride temnospondyle Batrachomorpha (basale 'amfibieën') binnen de familie Trematosauridae. De enige soort Erythrobatrachus noonkanbahensis werd in 1972 een eigen monotypisch geslacht door John William Cosgriff en Neil K. Garbutt toegekend, waardoor het werd onderscheiden van verwante taxa.
Het holotype is WAM 62.1.46. Het typemateriaal was een matrixafgietsel dat de afdruk onthulde van een middelste schedel. Verschillende andere schedelfragmenten werden als natuurlijk afgietsel opgegraven in de Blina Shale-formatie in het noordwesten van het Australische continent. WAM 71.6.22 is het rechterdeel van een schedeldak. WAM 63.2.50 is het voorste deel van een snuit. De geslachtsnaam is afgeleid van het oud-Grieks en combineert termen voor rood, erythros, met kikker, batrachos, om de rode ijzerkleuring van de gefossiliseerde exemplaren te beschrijven. De typelocatie aangeduid door het specifieke epitheton was Noonkanbah Station.
Erythrobatrachus werd ongeveer twee meter lang en had een spitse snuit waarmee hij in de kustwateren op prooien jaagde.